# Schefflera calva
Schefflera calva är en araliaväxtart som först beskrevs av Adelbert von Chamisso, och fick sitt nu gällande namn av David Gamman Frodin och Pedro Fiaschi. Schefflera calva ingår i släktet Schefflera och familjen araliaväxter. Inga underarter finns listade.